# PGC 11748
LEDA/PGC 11748 ist eine Galaxie im Sternbild Eridanus am Südsternhimmel. Sie ist schätzungsweise 473 Millionen Lichtjahre von der Milchstraße entfernt. Im selben Himmelsareal befinden sich u. a. die Galaxien NGC 1228, NGC 1229, NGC 1230, IC 1892.